# قائمة الأعلام التركية
هذه هي قائمة الأعلام التركية المستخدمة تاريخيًا وحاليًا من قبل دولة تركيا والدول السابقة لها. للحصول على قائمة بالأعلام المتعلقة بالإمبراطورية العثمانية، انظر أعلام الإمبراطورية العثمانية .

## الأعلام الوطنية
| علَم | تاريخ         | يستخدم                      | وصف |
| --- | ------------- | --------------------------- | --- |
|     | 1936–حتى الآن | علم تركيا                   | تصميم القرن الثامن عشر تم اعتماده رسميًا في عام 1844. يظهر تصميم النجمة والهلال على الأعلام العثمانية بداية من أواخر القرن الثامن عشر أو أوائل القرن التاسع عشر. تم تقديم النجمة البيضاء والهلال على اللون الأحمر كعلم للدولة العثمانية في عام 1844. بعد إعلان الجمهورية التركية عام 1923، احتفظ النظام الإداري الجديد بالعلم الأخير للدولة العثمانية. تم تقديم المعايير النسبية في قانون العلم التركي لعام 1936. |
|     | 1923–حتى الآن | العلم الرئاسي لرئيس تركيا . | ختم رئاسي يتكون من شمس ذات 8 أشعة طويلة و8 أشعة قصيرة محاطة بـ 16 نجمة. تمثل الشمس ما لا نهاية لتركيا، وتمثل النجوم الستة عشر الإمبراطوريات التركية العظيمة الستة عشر في التاريخ. تصطف النجوم الستة عشر بزاوية مقدارها 22.5 درجة، وتحيط بالشمس على مسافة متساوية من بعضها البعض. يشير أحد حواف كل نجم إلى مركز الشمس.                                                                                            |
|     | ؟ -حاضر       | علم البرلمان التركي         | أ مع الحقل مع ختم في الوسط. |

## الأعلام العسكرية
| علَم | تاريخ   | يستخدم                                 | وصف |
| --- | ------- | -------------------------------------- | --- |
|     | ؟ -حاضر | علم رئيس هيئة الأركان العامة التركية . |     |

### القوات البحرية
| علَم | تاريخ     | يستخدم                           | وصف |
| --- | --------- | -------------------------------- | --- |
|     | ؟ -حاضر   | علم الأميرال الكبير.             |     |
|     | 1904–1937 | علم قائد القوات البحرية التركية. |     |
|     | ؟ -حاضر   | علم الأميرال.                    |     |
|     | ؟ -حاضر   | علم نائب الأدميرال.              |     |
|     | ؟ -حاضر   | علم العميد البحري.               |     |
|     | ؟ -حاضر   | علم الأميرال الخلفي (LH).        |     |
|     | ؟ -حاضر   | علم العميد البحري.               |     |
|     | ؟ -حاضر   | علم القبطان.                     |     |

### القوات الجوية
| علَم | تاريخ   | يستخدم                                                   | وصف |
| --- | ------- | -------------------------------------------------------- | --- |
|     | ؟ -حاضر | علم قائد القوات الجوية التركية.                          |     |
|     | ؟ -حاضر | علم القوات الجوية القتالية وقيادة الدفاع الجوي الصاروخي. |     |
|     | ؟ -حاضر | علم الفريق أول.                                          |     |
|     | ؟ -حاضر | علم اللواء.                                              |     |
|     | ؟ -حاضر | علم العميد.                                              |     |
|     | ؟ -حاضر | علم قيادة الفوج.                                         |     |
|     | ؟ -حاضر | علم قيادة الكتيبة والأسطول.                              |     |

### القيادة العامة للدرك
| علَم | تاريخ   | يستخدم                   | وصف |
| --- | ------- | ------------------------ | --- |
|     | ؟ -حاضر | علم القيادة العامة للدرك |     |

### قيادة خفر السواحل
| علَم | تاريخ   | يستخدم                | وصف |
| --- | ------- | --------------------- | --- |
|     | ؟ -حاضر | علم قيادة خفر السواحل |     |

## أعلام أخرى
| علَم | تاريخ   | يستخدم                                    | وصف |
| --- | ------- | ----------------------------------------- | --- |
|     | ؟ -حاضر | علم المديرية العامة لحماية الجمارك        |     |
|     | ؟ -حاضر | علم إدارة الجمارك التركية                 |     |
|     | ؟ -حاضر | علم المديرية العامة للصحة للحدود والسواحل |     |